# Parti Nouvelle Russie
Pour les articles homonymes, voir Nouvelle Russie.
 (février 2017).
Si vous disposez d'ouvrages ou d'articles de référence ou si vous connaissez des sites web de qualité traitant du thème abordé ici, merci de compléter l'article en donnant les références utiles à sa vérifiabilité et en les liant à la section « Notes et références ».
Le Parti Nouvelle Russie (russe : Партия Новороссия; Partia Novorossia) est un parti politique des États fédérés de Nouvelle-Russie, fondé le 14 mai 2014.

## Histoire
Le parti, officiellement dénommé Mouvement social-politique – Parti Nouvelle-Russie, est fondé le 13 mai 2014 à Donetsk. Plusieurs personnalités sont présentes à sa fondation : Pavel Goubarev (qui en prend la tête), Alexandre Prokhanov, Alexandre Douguine et Valery Korovine. Prokhanov et Korovine sont également membres du Club d'Izborsk, groupe d’intellectuels influents auprès de Vladimir Poutine.